# The Burned Hand
The Burned Hand é um curto filme norte-americano de 1915, do gênero drama, dirigido por Tod Browning e distribuído pela Mutual Film Corporation.

## Elenco
- Miriam Cooper - Marietta
- Cora Drew - mãe do Marietta
- William Hinckley - Billy Rider
- Jack Hull
- William Lowery - pai do Marietta
- F. A. Turner (como Fred A. Turner)
- Charles West (como Charles H. West)
- Violet Wilkey
- William Wolbert - amigo de Billy